# Plaza del Humilladero
La plaza del Humilladero es una plazuela en el barrio de Palacio, perteneciente al distrito Centro de Madrid, delimitada al norte por la plaza de San Andrés, la costanilla de San Pedro y la calle del Almendro, y al sur por la plaza de Puerta de Moros y el inicio de las dos Cavas, por donde se prolonga como calle hasta la de Toledo. En su entorno se encuentran la iglesia de San Andrés y el Museo de los Orígenes (Casa de San Isidro). 

## Historia

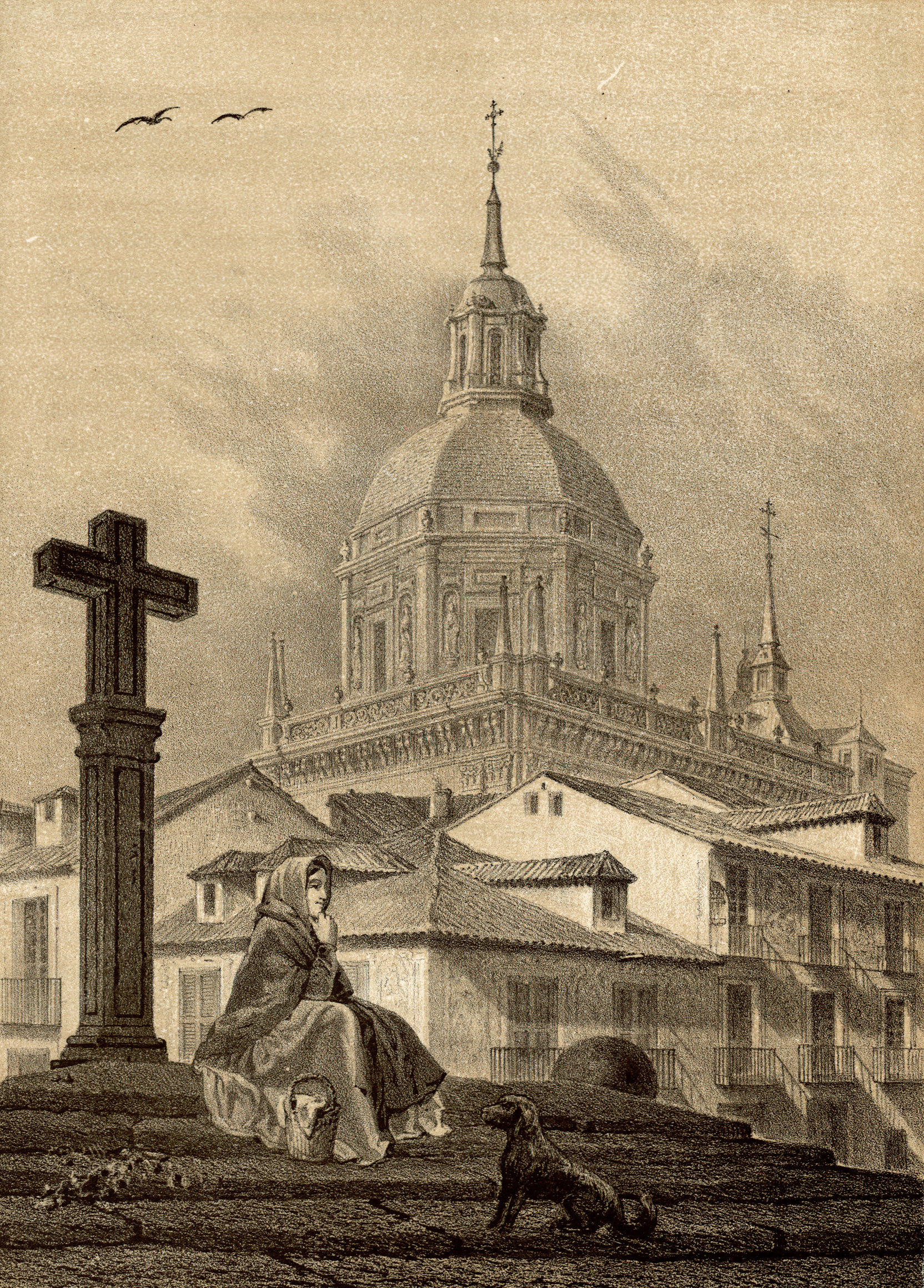
Cruz de la Puerta de Moros e iglesia de San Andrés

En su estudio sobre Las calles de Madrid, Peñasco y Cambronero explican que este espacio en la cabecera de la calle del Humilladero no figura rotulado en los planos de Texeira (1656) ni de Antonio Espinosa de los Monteros (1769), quedando incluida bien en la plaza de San Andrés o en Puerta de Moros.
Plaza y calle reciben su nombre por la llamada cruz del humilladero de San Francisco, que Mesonero Romanos enuncia como Humilladero de Nuestra Señora de Gracia.
Relata Pedro de Répide, ampliando la información de Mesonero en El antiguo Madrid, que en la esquina de la Plazuela de la Cebada a Puerta de Moros (espacio que luego sería llamado plaza del Humilladero) estuvo el templo de la Vera Cruz y Santa María de Gracia, levantado por la cofradía de la Vera Cruz, fundada en el siglo xiii en el vecino convento de San Francisco y a partir de una ermita anterior. El relato semilegendario atribuye al caballero Francisco Ramírez la decisión, en 1540, de colocar una imagen de Santa María de Gracia en el templo que pertenecía a la congregación de la Vera Cruz, quedando ambas fundidas a partir de 1575. Casi un siglo después, con el derribo de esta iglesia, la imagen de la virgen fue trasladada al hospital y colegio de San Patricio de los Irlandeses, fundado en 1629 y situado al final de la calle del Humilladero, acabando seis años después en el edificio que la institución religiosa tomó en la misma calle pero con entrada por la de Toledo, inmueble cedido por el presbítero irlandés Demetrio O'Brien.
Habla también Répide de que por ser la plazuela del Humilladero uno de los pocos espacios abiertos en el primitivo trazado de callejuelas de la Morería, solía emplazarse en ella el conjunto ferial de columpios, tiovivos y barracas de la verbena de la Paloma.